# William Herbst
William Herbst (24 de septiembre de 1833 - 22 de diciembre de 1907) fue un médico, botánico, micólogo estadounidense.

## Algunas publicaciones

### Libros
- 1897. The fungi of Trexlertown, Penn. 55 pp.
- 1899. Fungal flora of the Lehigh Valley, Pa. Ed. Berkemeyer, Keck. 229 pp.

- La abreviatura «Herbst» se emplea para indicar a William Herbst como autoridad en la descripción y clasificación científica de los vegetales.[1]